# Lehn (Sprockhövel)
Lehn ist eine Hofschaft im Stadtteil Gennebreck der Stadt Sprockhövel im Ennepe-Ruhr-Kreis, Nordrhein-Westfalen.

## Lage und Beschreibung
Lehn liegt im südwestlichen Teil des Sprockhöveler Stadtgebiets an der südlichen Flanke des Hackenbergs nahe der Stadtgrenze zu Wuppertal im Süden und Westen und Hattingen im Norden. Östlich befindet sich das Kirchdorf Herzkamp, die größte Ansiedlung im Stadtteil.
Weitere Nachbarorte sind Ellerhäuschen, Äckern, Sondern, Berge, Mellbeck, Lohbusch, Stöckerbecke, Stöcken, Busch, Mettberg und Erlen. Der Ort ist über eine Zufahrt von der Landesstraße 70 (L70) angebunden. Im Ort befinden sich ein landwirtschaftlicher Betrieb und eine Reitanlage.
Lehn unterteilt sich in die beiden Wohnplätze Oberste Lehn und Unterste Lehn.

## Geschichte
Der Hof Lehn wird im Schatzbuch der Grafschaft Mark aus dem Jahr 1486 urkundlich erwähnt. Er gehörte bis 1807 der Gennebrecker Bauerschaft innerhalb des Hochgerichts und der Rezeptur Schwelm des Amts Wetter in der Grafschaft Mark an. Von 1807 bis 1814 war Lehn aufgrund der napoleonischen Kommunalreformen im Großherzogtum Berg Teil der Landgemeinde Gennebreck innerhalb der neu gegründeten Mairie Hasslinghausen im Arrondissement Hagen, die nach dem Zusammenbruch der napoleonischen Administration nun der Bürgermeisterei Haßlinghausen (ab 1844 Amt Haßlinghausen) im Landkreis Hagen (ab 1897 Kreis Schwelm, ab 1929 Ennepe-Ruhr-Kreis) angehörte.  
Lehn erscheint auf der Niemeyersche Karte, Ausgabe Spezialkarte des Bergwerkdistrikts des Distrikts Blankenstein, von 1788/89 als Hofschaft mit drei Gebäuden. Der Ort ist auf der Preußischen Uraufnahme von 1840 als Aufm Lehn verzeichnet. Ab der Preußischen Neuaufnahme von 1892 ist der Ort auf Messtischblättern der TK25 als Lehn verzeichnet.  
Die Gemeinde- und Gutbezirksstatistik der Provinz Westfalen führt 1871 den Ort unter dem Namen auf`m Lehn als Colonie mit elf Wohnhäusern und 152 Einwohnern auf, wobei vermutlich aufgrund der im Vergleich zu späteren Registern hohen Zahl an Gebäuden und Einwohnern benachbarte Wohnplätze mit hinzugezählt wurden. Das Gemeindelexikon für die Provinz Westfalen gibt 1885 dann auch für Lehn eine Zahl von 23 Einwohnern an, die in drei Wohnhäusern lebten. 1895 besitzt der Ort drei Wohnhäuser mit 27 Einwohnern und gehörte kirchlich zum evangelischen Kirchspiel Herzkamp, 1905 zählt der Ort vier Wohnhäuser und 36 Einwohner.
Am 1. Januar 1970 wurde das Amt Haßlinghausen aufgelöst und die amtsangehörige Landgemeinde Gennebreck mit Lehn in die Stadt Sprockhövel eingemeindet.